# Ung thư biểu mô ống dẫn sữa tại chỗ

Ung thư biểu mô ống tại chỗ giới hạn trong ống sữa, còn ung thư xâm lấn vượt ngoài phạm vi đó.

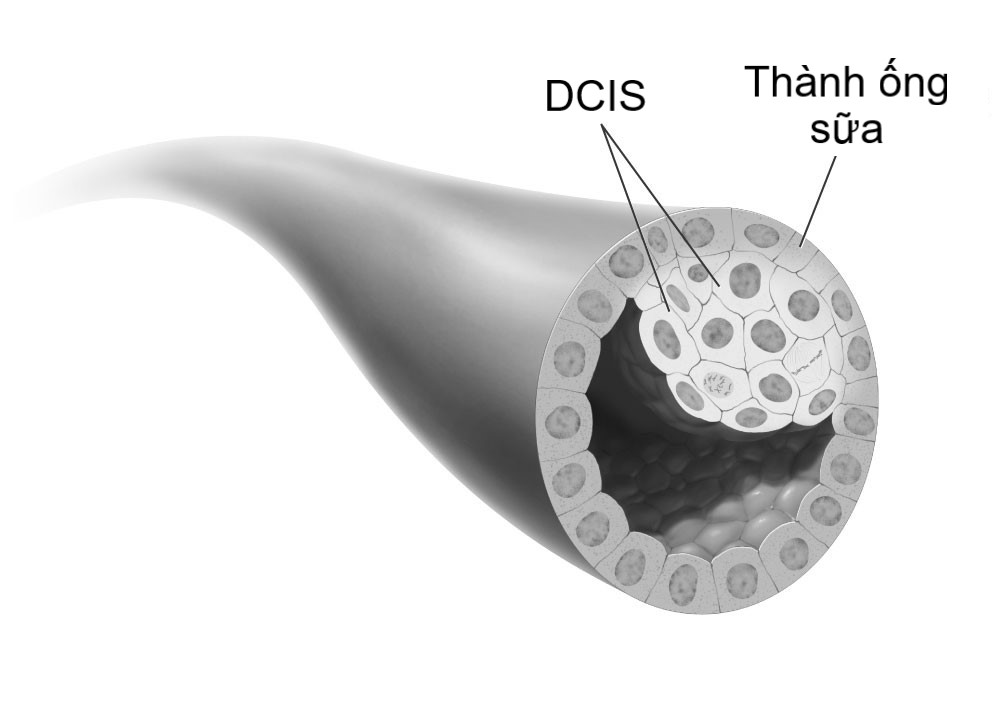
Tranh minh họa carcinoma trong ống sữa, các tế bào ung thư bị chặn bởi thành ống và chưa xâm lấn ra ngoài.

Ung thư biểu mô ống dẫn sữa tại chỗ (DCIS) là sự tăng sinh của các tế bào biểu mô bất thường với phạm vi giới hạn trong lòng ống dẫn sữa. DCIS có thể là không xâm lấn hoặc tiền xâm lấn và thường được xem là ung thư vú giai đoạn sớm (giai đoạn 0). Trước kia, dạng bệnh này hiếm khi được chẩn đoán do hầu như không có triệu chứng. Số ca mắc tăng nhiều từ khi chụp X quang tầm soát xuất hiện và dần phổ biến, nổi bật là giai đoạn 1983–2003. Hiện 90% trường hợp được phát hiện nhờ chụp X quang, chỉ 10% là từ triệu chứng như nổi u, bệnh Paget, hay núm vú tiết dịch. DCIS chiếm khoảng 25% số ca ung thư vú mắc mới.
Thuật ngữ DCIS bao hàm một nhóm thương tổn rất không đồng nhất về biểu hiện lâm sàng, đặc điểm mô học, dữ liệu dấu ấn sinh học, dị thường gen, và tiềm năng tiến triển. DCIS không là bệnh hiểm nghèo tuy nhiên điều đáng ngại là qua thời gian nó có thể trở thành ung thư vú xâm lấn nguy hiểm. Nguy cơ này cao gấp 10 lần đối với phụ nữ được chẩn đoán DCIS. Nếu không điều trị, khoảng một nửa bệnh nhân DCIS sẽ tiến tới ung thư vú xâm lấn trong vòng 10 năm. Yếu tố nguy cơ của DCIS tương tự ung thư vú xâm lấn, như tuổi cao hay tiền sử gia đình.
Vào năm 1973 Wellings và Jensen công bố một mô hình tiến hóa ung thư vú tiêu biểu, theo đó ung thư vú đa số khởi nguồn ở đơn vị ống sữa tiểu thùy tận cùng rồi phát triển qua các giai đoạn phân biệt trong thời gian dài, phản ánh tính chất bất thường ngày một tăng. Các tế bào DCIS biểu lộ những đặc điểm ác tính nhưng chúng bị giới hạn bên trong cấu trúc ống sữa bình thường, chưa xâm lấn lớp tế bào biểu mô cơ và màng nền. Chuỗi thương tổn tiến triển theo thứ tự lành tính (tăng sản ống thông thường), ranh giới (tăng sản ống không điển hình), tiền xâm lấn (carcinoma trong ống), và xâm lấn (carcinoma xâm lấn).

### Sách
- Mariotti, Carlo, biên tập (2018). Ductal Carcinoma in Situ of the Breast. Springer Cham. doi:10.1007/978-3-319-57451-6. ISBN 978-3-319-57451-6.